# Intercosmos 25
Intercosmos 25 fue el nombre de un satélite artificial soviético construido con el bus AUOS y lanzado bajo el programa Intercosmos de cooperación internacional el 18 de diciembre de 1991 desde el cosmódromo de Plesetsk mediante un cohete Tsiklon. En el satélite colaboraron Bulgaria, Alemania, Hungría, Polonia y Rumanía.

## Objetivos
Intercosmos 25 formó parte del programa APEX (Active Plasma Experiment) para investigar los efectos de los flujos de electrones y plasma en la ionosfera y magnetosfera terrestres.

## Características
El satélite tenía forma cilíndrica de 1,8 metros de altura y 1,5 metros de diámetro. Estaba alimentado por ocho paneles solares.
Intercosmos 25 portaba un subsatélite, Magion 3, que fue soltado el 28 de diciembre